# Perth Amboy
Perth Amboy ist eine Stadt im Middlesex County, New Jersey, USA. Das U.S. Census Bureau hat bei der Volkszählung 2020 eine Einwohnerzahl von 55.436 ermittelt.

## Geographie
Nach den Angaben des United States Census Bureaus hat die Stadt eine Gesamtfläche von 15,5 km2, wovon 12,4 km2 Land und 3,1 km2 (20,07 %) Wasser ist.

## Demografie
Nach der Volkszählung von 2000 gibt es 47.303 Menschen, 14.562 Haushalte und 10.761 Familien in der Stadt. Die Bevölkerungsdichte beträgt 3820,9 Einwohner pro km2. 46,41 % der Bevölkerung sind Weiße, 10,04 % Afroamerikaner, 0,70 % Indianer, 1,53 % Asiatische Amerikaner, 0,13 % Pazifische Insulaner, 35,59 % anderer Herkunft und 5,61 % stammen von zwei oder mehr Rassen ab. 69,83 % sind Latinos unterschiedlicher Abstammung.
Von den 14.562 Haushalten haben 40,3 % Kinder unter 18 Jahre. 44,6 % davon sind verheiratete, zusammenlebende Paare, 21,0 % sind alleinerziehende Mütter, 26,1 % sind keine Familien, 20,6 % bestehen aus Singlehaushalten und in 8,8 % Menschen sind älter als 65. Die Durchschnittshaushaltsgröße beträgt 3,20, die Durchschnittsfamiliegröße 3,63.
28,5 % der Bevölkerung sind unter 18 Jahre alt, 11,4 % zwischen 18 und 24, 31,6 % zwischen 25 und 44, 18,3 % zwischen 45 und 64, 10,2 % älter als 65. Das Durchschnittsalter beträgt 31 Jahre. Das Verhältnis Frauen zu Männer beträgt 100:98,2, für Menschen älter als 18 Jahre beträgt das Verhältnis 100:94,8.
Das jährliche Durchschnittseinkommen der Haushalte beträgt 37.608 US-Dollar, das Durchschnittseinkommen der Familien 40.740 US-Dollar. Männer haben ein Durchschnittseinkommen von 29.399 US-Dollar, Frauen 21.954 US-Dollar. Der Pro-Kopf-Einkommen der Stadt beträgt 14.989 US-Dollar. 17,6 % der Bevölkerung und 14,3 % der Familien leben unterhalb der Armutsgrenze, davon sind 24,1 % Kinder oder Jugendliche jünger als 18 Jahre und 12,8 % der Menschen sind älter als 65.

## Söhne und Töchter der Stadt
- William Dunlap (1766–1839), Maler und Schriftsteller
- Ruth White (1914–1969), Schauspielerin
- Arthur Franz (1920–2006), Schauspieler
- Morris Nanton (1929–2009), Jazzpianist
- Stanley N. Cohen (* 1935), Genetiker
- Nicholas Smisko (1936–2011), Metropolit von Amissos und Primas der Karpatho-Russischen Kirche in Amerika in den USA
- Don Sebesky (1937–2023), Jazzmusiker und -komponist
- Bobby Kapp (* 1942), Jazzmusiker
- Steve Mizerak (1944–2006), Poolbillardspieler
- Richie Sambora (* 1959), Musiker (Bon Jovi)
- Jon Bon Jovi (* 1962), Musiker (Bon Jovi) und Schauspieler
- Domingo Quiñones (* 1963), Salsamusiker, Produzent und Schauspieler
- Danny Silva (* 1973), portugiesischer Skilangläufer und Biathlet
- Vida Guerra (* 1974), kubanisches Model